# Conversation pieces

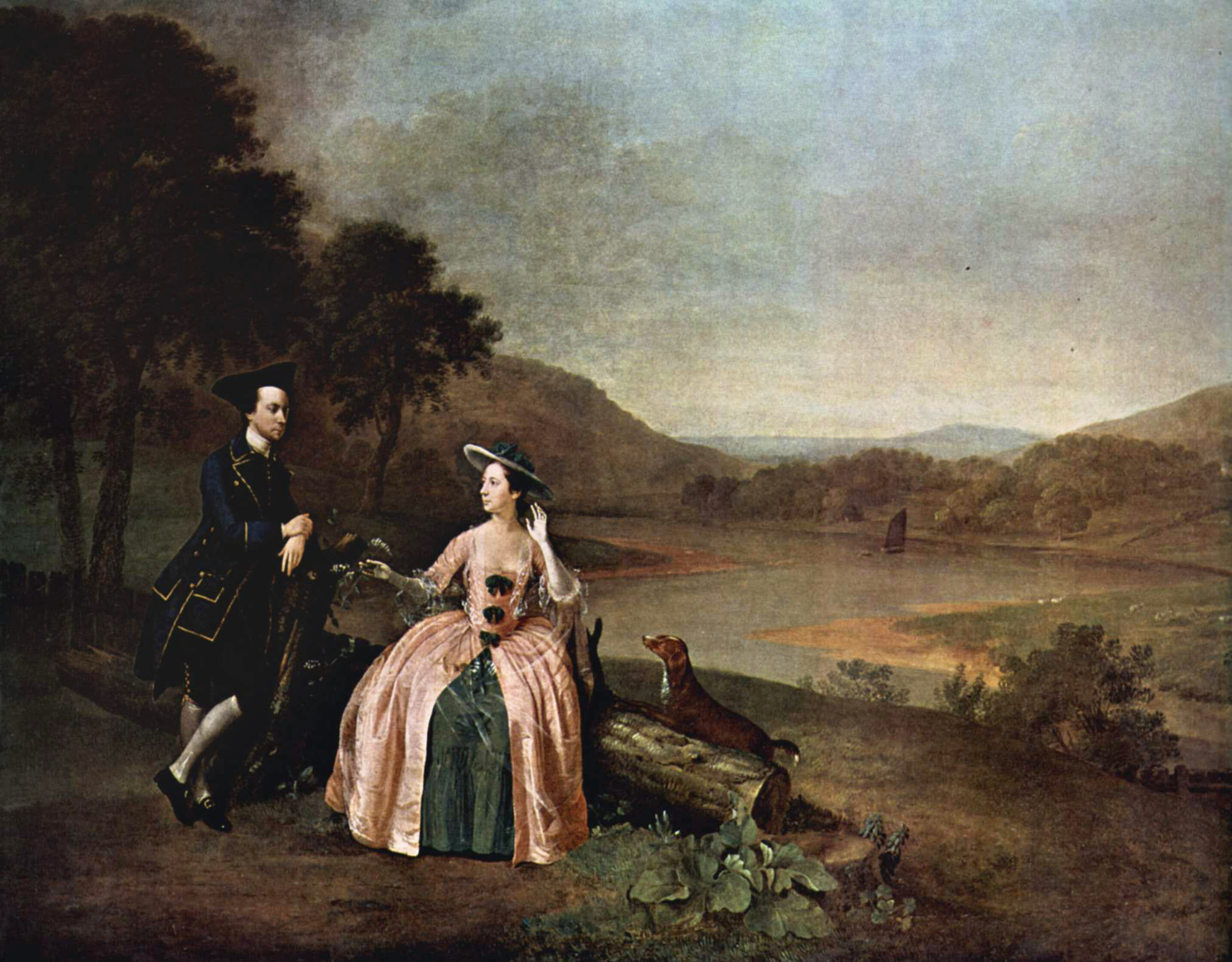
Arthur Devis, Conversation piece, 1751

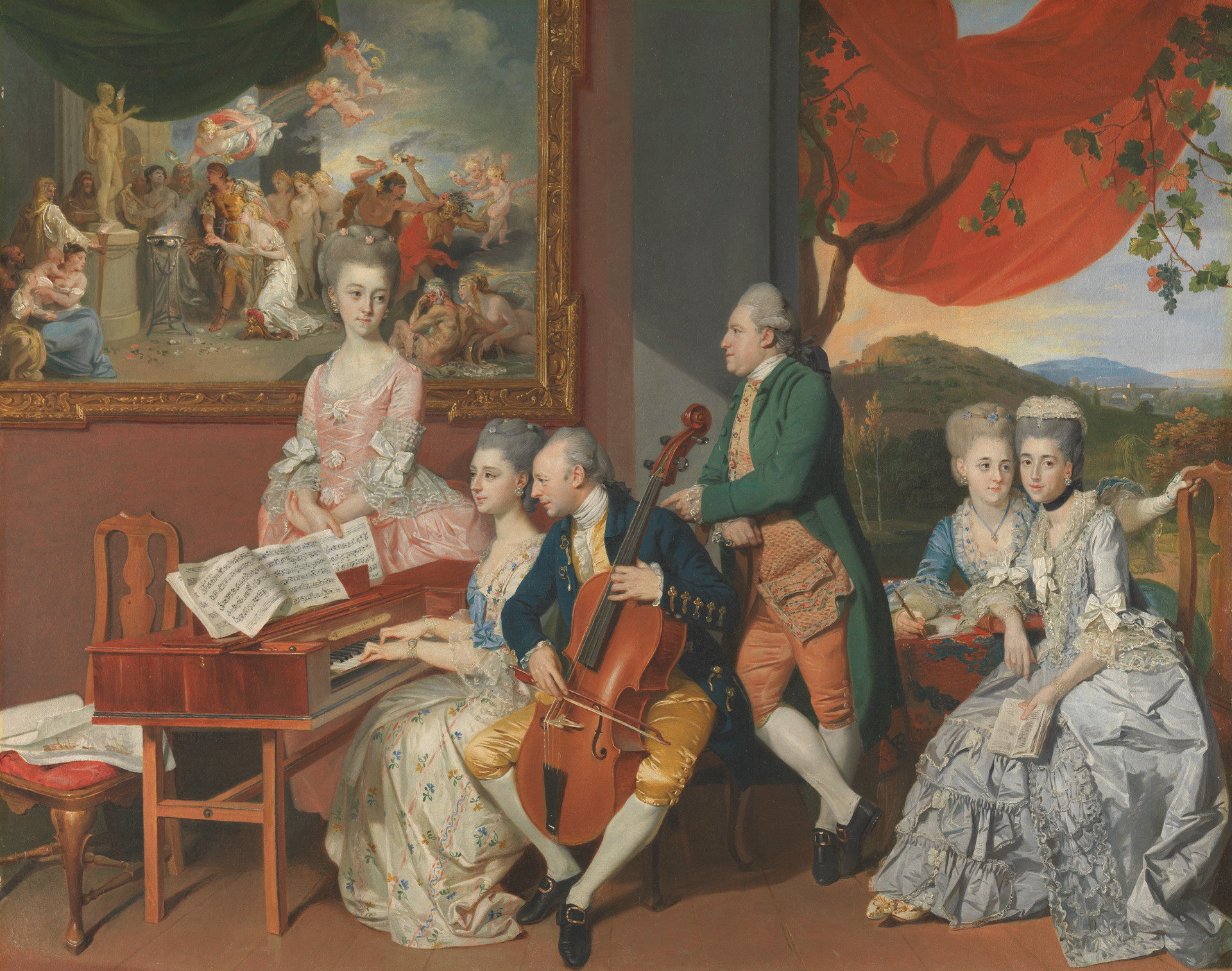
Johann Zoffany, Rodzina Gore, ok. 1775

Conversation pieces – odmiana portretu grupowego, która cieszyła się popularnością w XVIII wieku w Anglii. Zwykle były to niewielkie przedstawienia kilku osób zajętych konwersacją lub inną czynnością o charakterze towarzyskim na tle wnętrza lub pejzażu.
Pierwsze conversation pieces pojawiły się ok. 1720 roku i były kontynuacją XVII-wiecznego holenderskiego portretu rodzajowego, którego prekursorami byli Frans Hals i Rembrandt. Powstało wiele odmian tego nieformalnego gatunku malarskiego, przedstawienia posiłków, bankietów, polowań i wieczorów muzycznych. Do najbardziej znanych artystów tworzących conversation pieces zaliczani są Johann Zoffany i Arthur Devis. Malowali je również w różnych okresach życia Joshua Reynolds, William Hogarth i młody Thomas Gainsborough.